# Dorfkirche Bornim

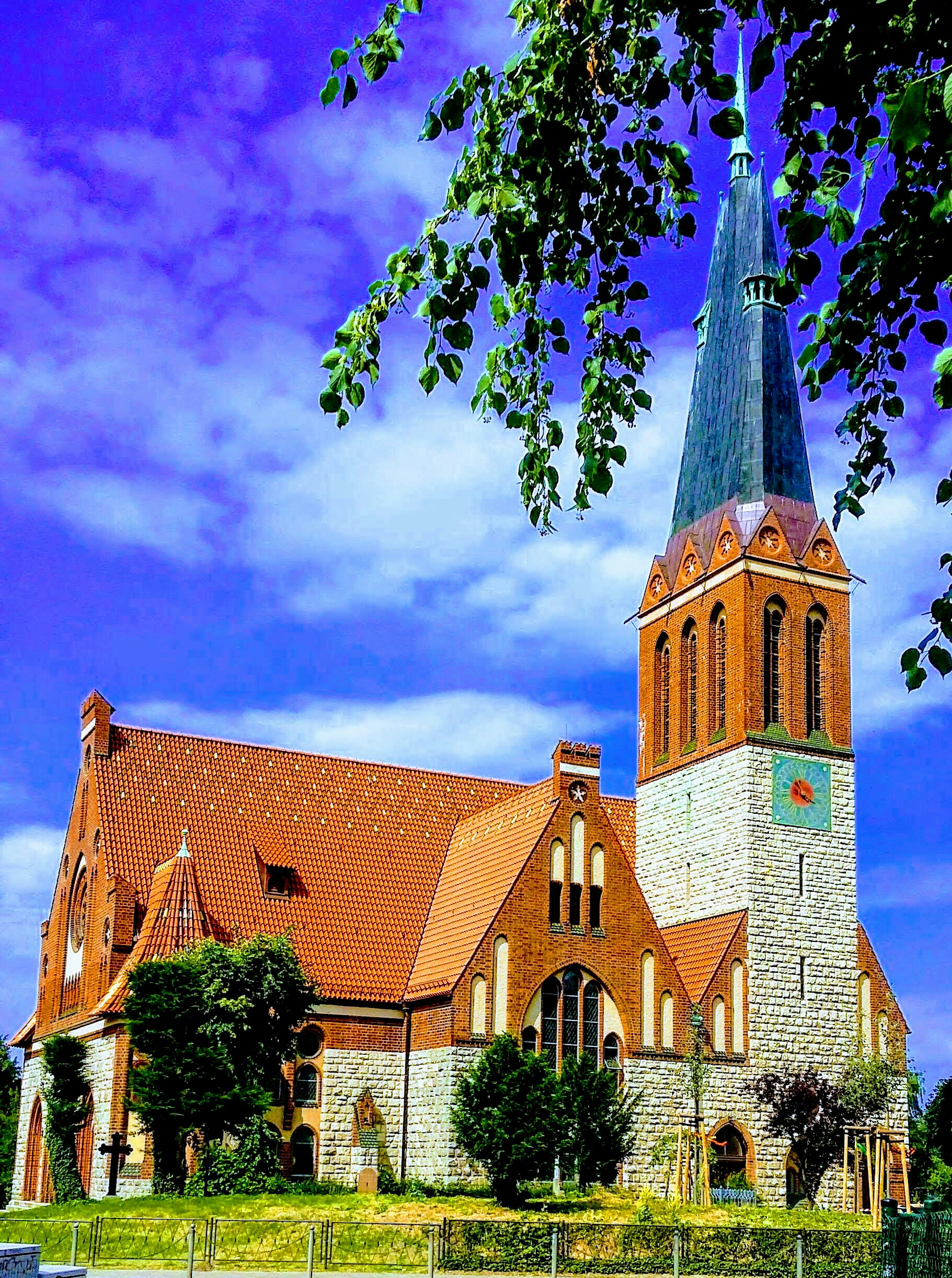
Dorfkirche Bornim

Die Dorfkirche Bornim steht in Bornim, einem Stadtteil der Hauptstadt Potsdam von Brandenburg. Die Kirchengemeinde gehört zum Kirchenkreis Potsdam der Evangelischen Kirche Berlin-Brandenburg-schlesische Oberlausitz.

## Beschreibung
Eine Kirche in Bornim wurde erstmalig 1289 erwähnt. Die heutige Dorfkirche ist der vermutlich dritte Kirchbau an dieser Stelle. Sie wurde 1902/03 anstelle einer Vorgängerkirche aus dem 15. Jahrhundert im neugotischen Baustil nach einem Entwurf von Ludwig von Tiedemann aus Natursteinmauerwerk und Backsteinen erbaut und am 11. Juni 1903 von Wilhelm II. eingeweiht. Die Bauleitung hatte Arthur Kickton, von ihm stammt auch der Entwurf zur Gestaltung des Innenraums. Östlich des südlichen Querarms und südlich des Chors steht der querrechteckige Kirchturm, der mit einem spitzen Helm bedeckt ist. Die Kirchenglocken aus dem 14. Jahrhundert wurden aus dem Vorgängerbau übernommen. Die Fassade im Westen hat drei Portale. 
Das mit einem spitzbogigen hölzernen Tonnengewölbe überspannte Langhaus hat zwei Kirchenschiffe, von denen das eine durch eine tiefe Empore geteilt wird. Die unteren Geschosse des Turms sind zum Kirchenschiff geöffnet, sie enthalten Patronatslogen in zwei Etagen. 
Der massive Altar trägt ein Altarretabel der Wernigeröder Firma Gustav Kuntzsch, die auch die Kanzel und die Brüstung der Kaiserloge schuf. Die Wandmalereien im Chor hat 1909/10 Viktor Paul Mohn gestaltet, u. a. wird die Kindersegnung Jesu dargestellt. Das Seitenschiff ist heute vom übrigen Kirchenraum abgetrennt und dient als Winterkirche und Gemeinderaum. 
Die Orgel mit 13 Registern, zwei Manualen und einem Pedal wurde 1903 von Wilhelm Sauer gebaut. 1964 wurde sie von Karl Gerbig überarbeitet und klanglich neu gestaltet.